# ポール・ブロコウ
ポール・ブロコウ （英: Paul Brokaw）は、集積回路設計における先駆者の一人である。彼はアナログ・デバイセズ社において、その多くの業績を残しており、現在は同社のアナログ・フェローの立場にある。 
彼は、ブロコウ・セルを含む、数多くのアナログ集積回路を考案しており、100を超える特許を保有している。
彼はまた、IEEEのフェロー会員でもある。